# Speak Like a Child
Speak Like a Child es el sexto álbum para la discográfica Blue Note Records por el pianista de jazz estadounidense Herbie Hancock, grabado y lanzado en 1968.

## Listado de Pistas
Todas las composiciones de Herbie Hancock, excepto las indicadas.
Lado A:
1. "Riot" – 4:40
2. "Speak Like a Child" – 7:50
3. "First Trip" (Ron Carter) – 6:01

Lado B:
1. "Toys" – 5:52
2. "Goodbye to Childhood" – 7:06
3. "The Sorcerer" – 5:36

Bonus tracks en reedición de CD:
1. "Riot" (First Alternate Take) – 4:55
2. "Riot" (Second Alternate Take) – 4:40
3. "Goodbye to Childhood" (Alternate Take) – 5:49

Pistas 1, 2, 3, 7 y 8 grabadas en Marzo 6, 1968; pistas 4, 5, 6 y 9 en Marzo 9.

## Personal
- Herbie Hancock — piano
- Ron Carter — contrabajo
- Mickey Roker — batería
- Jerry Dodgion — flauta (no en #3)
- Thad Jones — fliscorno (no en #3)
- Peter Phillips — trombón bajo (no en #3)